# Сакаї Сьо
Сакаї Сьо (22 серпня 1992) — японський стрибун у воду.
Учасник Олімпійських Ігор 2016, 2020 років.
Призер Азійських ігор 2014, 2018 років.
Призер літньої Універсіади 2011 року.